# 232233 Taihu
232233 Taihu è un asteroide della fascia principale. Scoperto nel 2002, presenta un'orbita caratterizzata da un semiasse maggiore pari a 2,789267 UA e da un'eccentricità di 0,087311, inclinata di 6,631512° rispetto all'eclittica.